# Ragyogj, ragyogj, csillagom!
A Ragyogj, ragyogj, csillagom! (oroszul: Гори, гори, моя звезда) Alekszandr Naumovics Mitta szovjet filmrendező 1969-ben készült műve.
A film címe egy édesbús orosz románc címének az átvétele.
A film cselekményét tekintve polgárháborús kalandfilm. Egy izgalmas és szórakoztató romantikus történetbe ágyazva a film valójában a művészet lényegéről, a művészi igazság mibenlétéről, és az ezzel szembenálló felszínes, művészetnek álcázott mellébeszélésről, továbbá a művészet és közönség ellentmondásos viszonyáról szól.
A magyar Filmlexikon (1994) szerint „polgárháborús krónika populáris humorral és megrendítő tragikummal – teljesen új hang a szovjet filmművészetben”.
Az Oleg Tabakov által zseniálisan alakított naív főhős az avantgárd forradalmi színházat szeretné megteremteni egy faluban, miközben hol vörösök, hol fehérek, hol zöldek lövik szét a művészi kísérlet helyszínéül kiválasztott kisvárost és hovatartozásuktól függően igyekeznek megváltoztatni, vagy restaurálni a világot. A női főszereplő egy éppen nővé cseperedő ukrán parasztlány, akinek a harci tüzek közepette Jeanne d’Arc-ot kellene eljátszania a forradalmi utcaszínházban.
1987-ben a Vígszínház bemutatta a film színpadi adaptációját Sándor Pál rendezésében, Kern András és Eszenyi Enikő főszereplésével.
| Ragyogj, ragyogj, csillagom!              | Ragyogj, ragyogj, csillagom!              |
| Kattints az alábbi külső linkek egyikére! | Kattints az alábbi külső linkek egyikére! |
| ----------------------------------------- | ----------------------------------------- |
| Nem található szabad kép.(?)              |                                           |
| külső link · jogvédett                    | Plakát az orosz Wikipédián                |

## Szereplők
| Szereplő           | Színész                     | Magyar hang                                          |
| ------------------ | --------------------------- | ---------------------------------------------------- |
| Vlagyimir Mokiszin | Oleg Tabakov                | Dégi István                                          |
| Kriszja            | Jelena Igorjevna Proklova   | Detre Annamária                                      |
| Fegya              | Oleg Nyikolajevics Jefremov | Néma szereplő                                        |
| Ohrim              | Leonyid Gyacskov            | Konrád Antal                                         |
| Szergyuk           | Leonyid Kuravljov           | Madaras József                                       |
| Kapitány           | Vlagyimir Naumov            | Latinovits Zoltán                                    |
| Paska              | Jevgenyij Leonov            | Farkas Antal                                         |
| Herceg             | Marlen Martinovics Hucijev  | Kautzky József                                       |
| Narrátor           | –                           | Mensáros László                                      |
| További szereplők  | –                           | Bodor Tibor Bujtor István Kristóf Tibor Pathó István |

„Tudod, hogyan készítik a papírt? Mindenféle ócska lomot dobálnak a papírmalomba, piszkos rongyokat, kacatokat – és tiszta, fehér papír lesz belőle! Csak le kell ülni mellé, és írni!”

– A forgatókönyv legvégéről. (Magvető; 1982)

## Dal
- https://www.youtube.com/watch?v=vlV1D52nGsg
- https://www.youtube.com/watch?v=tMcRjZ-p93k